# Quérénaing
Quérénaing ist eine französische Gemeinde mit 863 Einwohnern (Stand 1. Januar 2022) im Département Nord in der Region Hauts-de-France. Sie gehört zum Kanton Aulnoy-lez-Valenciennes und zum Gemeindeverband Valenciennes Métropole.

## Geografie
Die Gemeinde Quérénaing liegt acht Kilometer südlich von Valenciennes, und 13 Kilometer südwestlich der Grenze zu Belgien. Umgeben wird Quérénaing von den Nachbargemeinden Famars im Norden, Artres im Osten, Vendegies-sur-Évcaillon im Süden, Sommaing und Verchain-Maugré im Südwesten, Monchaux-sur-Écaillon im Westen sowie Maing im Nordwesten.

## Geschichte
Quérénaing wurde im 12. Jahrhundert zum ersten Mal im Kopialbuch des Klosters Notre-Dame de Condé in Condé-sur-l’Escaut erwähnt. Der Ortsname wurde im Laufe der Zeit Kierinaing, Kiereneng, Kirignin und Kerinen geschrieben. Er ist germanischen Ursprungs. 1340 wurde der Ort von französischen Truppen während der Belagerung von Valenciennes im Hundertjährigen Krieg gebrandschatzt. 1554 wurde die Kirche von Quérénaing im Laufe des Machtkampfs zwischen dem römisch-deutschen Kaiser Karl V. und Heinrich II. von Frankreich um den Besitz des Hennegaus abgebrannt und viele Einwohner getötet. Die Ortschaft fiel erst 1678 durch den Frieden von Nimwegen an Frankreich. Im Juli 1793 plünderten österreichische Truppen die Ortschaft, verbrannten viele Häuser und zerstörten das Schloss. Am 12. März 1876 brach der Glockenturm aufgrund eines Unwetters in sich zusammen. Im Ersten Weltkrieg, am 25. August 1914, wurden 21 Dorfbewohner im Verlauf eines Scharmützels zwischen deutschen Truppen und französischen Grenzbeamten erschossen und das Dorf angezündet. Im Zweiten Weltkrieg zerstörte ein explodierender Munitionslastwagen alle Kirchenfenster.

### Bevölkerungsentwicklung
| Jahr                       | 1962 | 1968 | 1975 | 1982 | 1990 | 1999 | 2006 | 2012 | 2021 |
| Einwohner                  | 730  | 797  | 763  | 766  | 717  | 814  | 911  | 940  | 861  |
| Quellen: Cassini und INSEE |      |      |      |      |      |      |      |      |      |

## Sehenswürdigkeiten

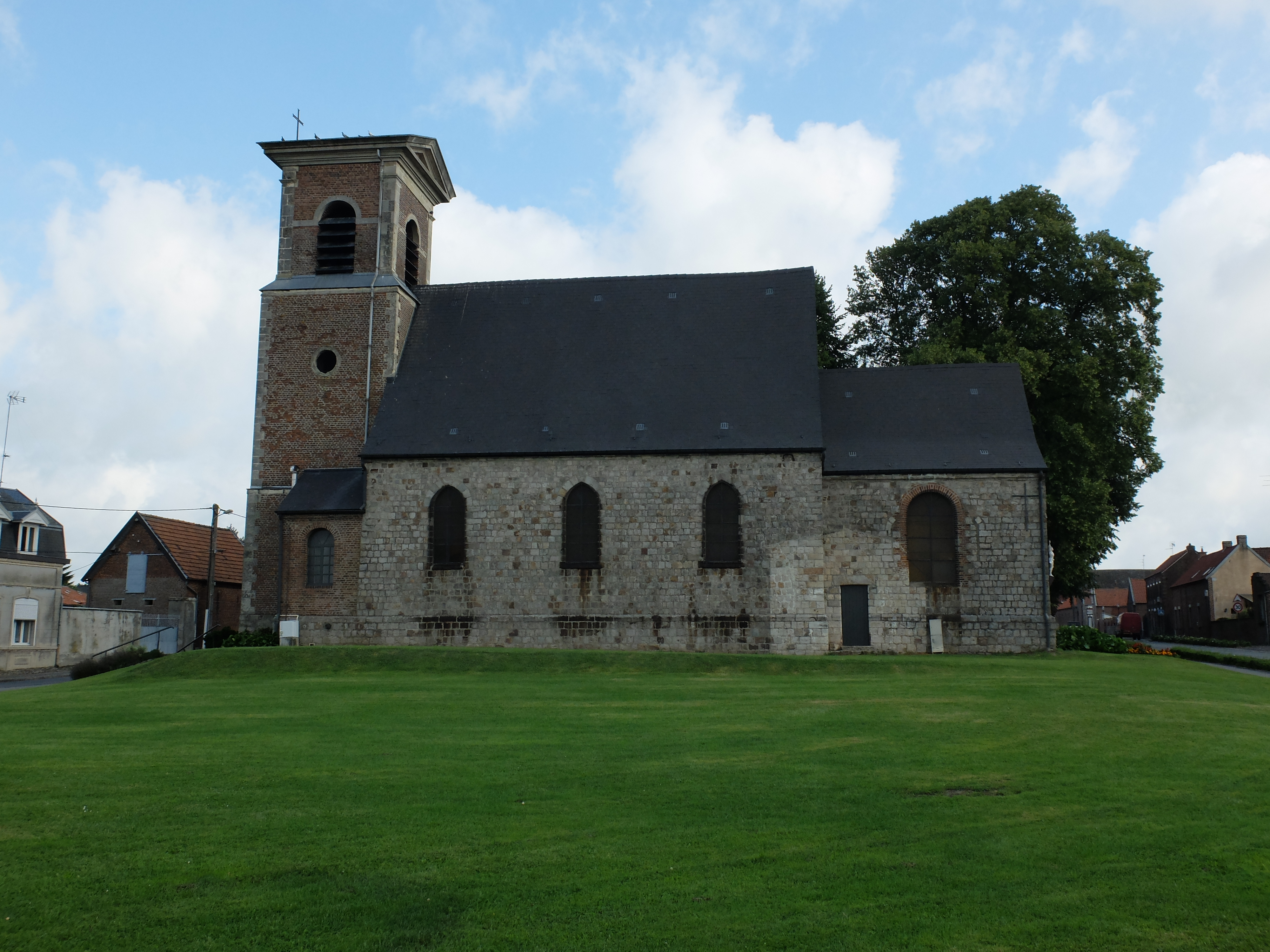
Kirche Saint-Landelin
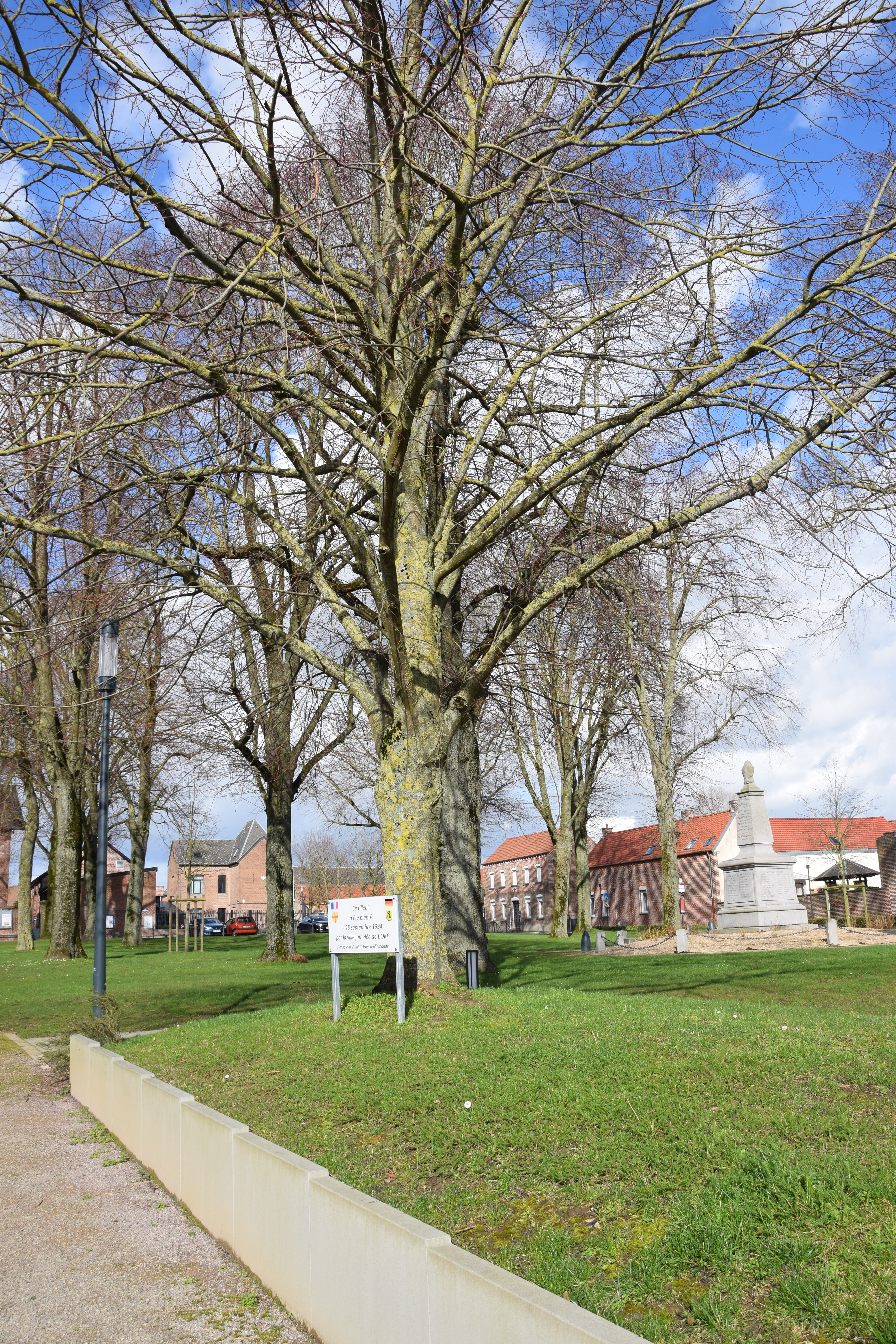
Anlässlich der Partnerschaft mit Boke 1994 gepflanzte Linde
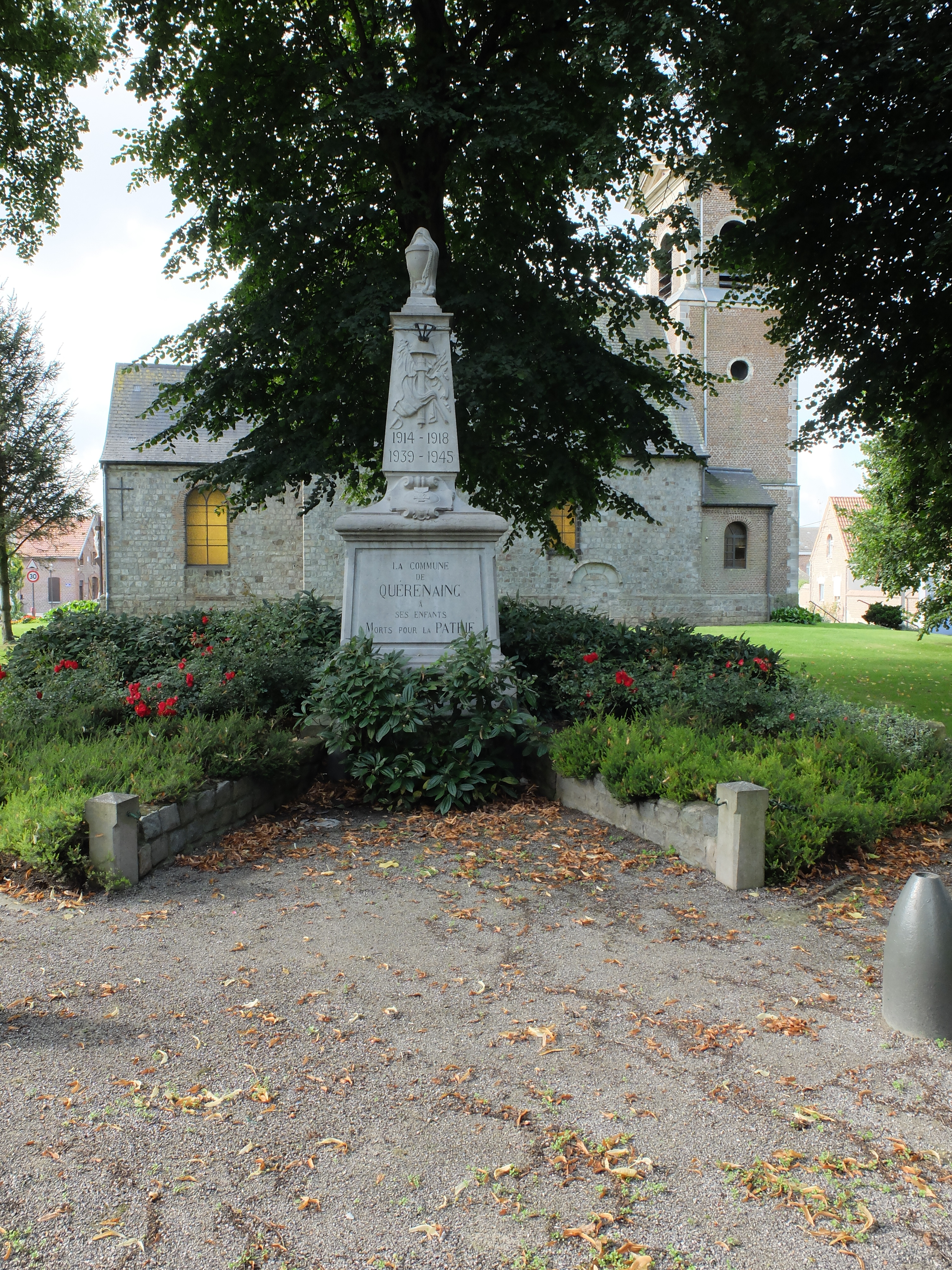
Gefallenendenkmal

- Kirche Saint-Landelin
- Anlässlich der Partnerschaft mit Boke 1994 gepflanzte Linde
- Gefallenendenkmal

## Wappen
Wappenbeschreibung: „In Gold ein durchgehendes rotes Dornenkreuz.“

## Wirtschaft
Die Gemeinde ist von Äckern und Weiden umgeben. Haupterwerbszweige der Querénaingeois sind Ackerbau und Futtermittelherstellung. Es werden vor allem Zuckerrüben und Getreide angebaut.

## Gemeindepartnerschaft
Seit dem 3. Juni 1990 hat Quérénaing eine Städtepartnerschaft mit dem Stadtteil Boke der Stadt Delbrück im Kreis Paderborn.